# جایزه بزرگ آلمان ۱۹۷۵
جایزه بزرگ آلمان ۱۹۷۵ (انگلیسی: ‎1975 German Grand Prix‎) یک مسابقهٔ موتوری در رشتهٔ اتومبیل‌رانی فرمول یک بود که در تاریخ ۳ اوت ۱۹۷۵ در نوربورگ‌رینگ واقع در نوربورگ، آلمان غربی برگزار شد. این گراند پری در میان ۱۴ گراند پری در فصل ۱۹۷۵، مسابقهٔ شمارهٔ ۱۱ بود.
در این مسابقه که در ۱۴ دور و به مسافت ۳۱۹٫۶۹۰ کیلومتر (۱۹۸٫۶۴۶ مایل) برگزار شد، پول پوزیشن توسط نیکی لائودا کسب شد و سریع‌ترین زمان برای طی یک دور پیست که برابر با ۷:۰۶٫۴ بود نیز توسط کلی رگاتزونی به ثبت رسید.
کارلوس روتمان از تیم برابام-فورد، ژاک لافیت از تیم ویلیامز-فورد و نیکی لائودا از تیم فراری به‌ترتیب مقام‌های اول تا سوم مسابقه را کسب کردند.

## رده‌بندی قهرمانی پس از مسابقه
| جایگاه | راننده           | امتیاز |
| ------ | ---------------- | ------ |
| ۱      | نیکی لائودا      | ۵۱     |
| ۲      | کارلوس روتمان    | ۳۴     |
| ۳      | امرسون فیتیپالدی | ۳۳     |
| ۴      | جیمز هانت        | ۲۵     |
| ۵      | کارلوس پیس       | ۲۴     |
| منبع:  |                  |        |

| جایگاه | سازنده      | امتیاز  |
| ------ | ----------- | ------- |
| ۱      | فراری       | ۵۴      |
| ۲      | برابام-فورد | ۵۱ (۵۳) |
| ۳      | مک‌لارن-فورد | ۳۹٫۵    |
| ۴      | هسکث-فورد   | ۲۵      |
| ۵      | تایرل-فورد  | ۲۴      |
| منبع:  |             |         |

یادداشت
- تنها پنج جایگاه نخست از هر رده‌بندی نمایش داده شده‌است.